# NS-Dokumentationszentrum München

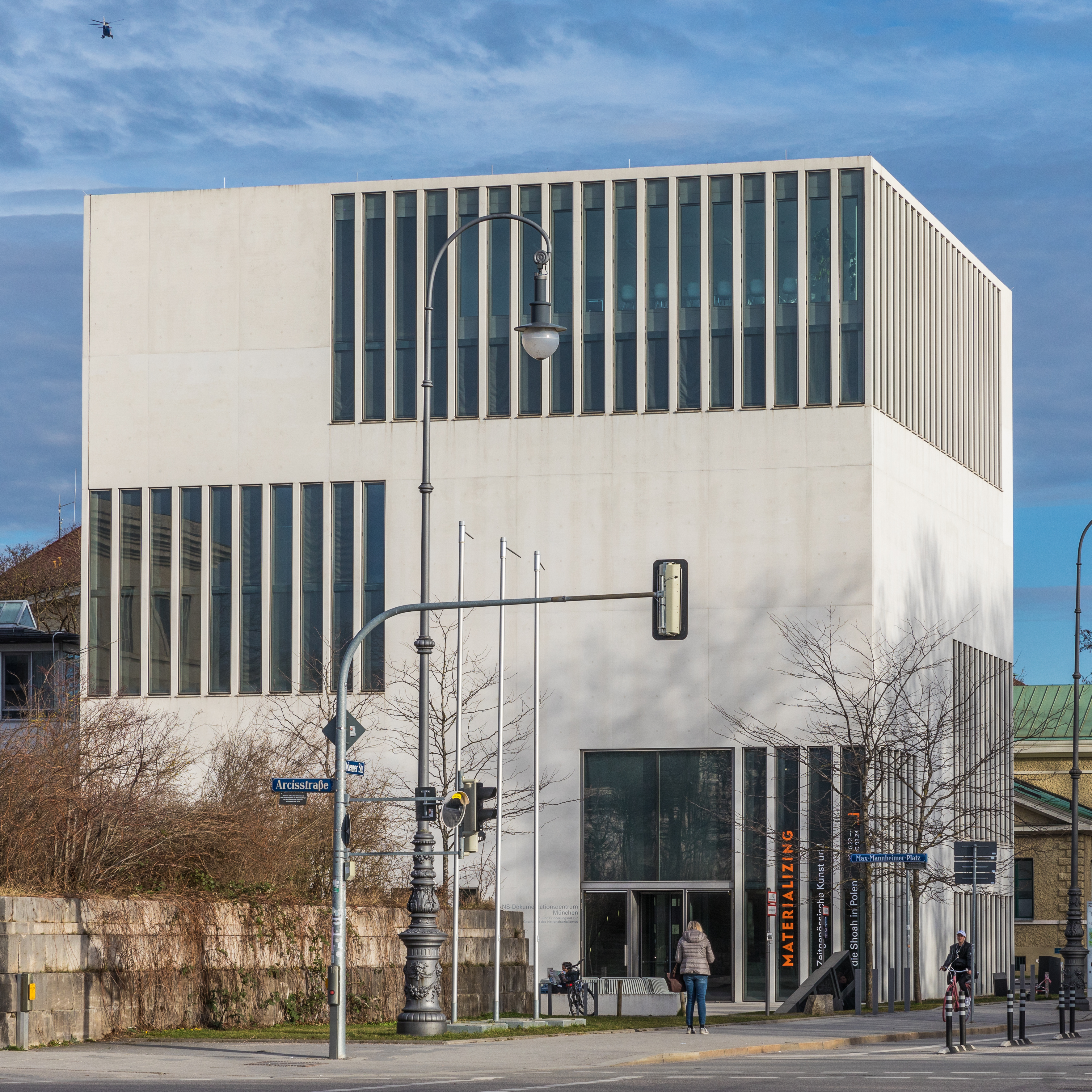
Das NS-Dokumentationszentrum gesehen vom Münchner Königsplatz (Westseite), 2024

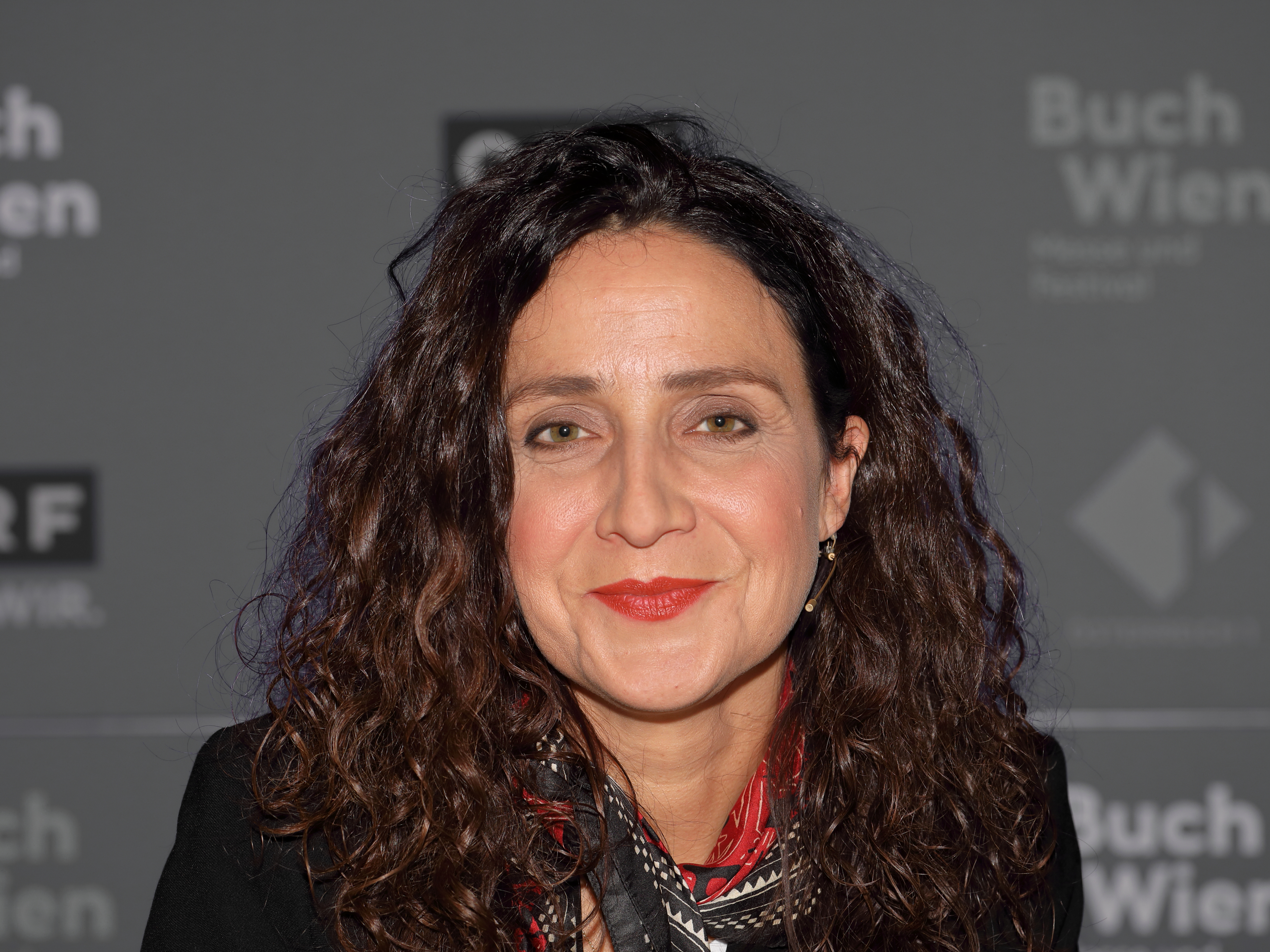
Direktorin Mirjam Zadoff, 2023

Das NS-Dokumentationszentrum München – Lern- und Erinnerungsort zur Geschichte des Nationalsozialismus ist eine Einrichtung der Landeshauptstadt München gemeinsam mit dem Freistaat Bayern und der Bundesrepublik Deutschland.
Das NS-Dokumentationszentrum dient der Auseinandersetzung mit der Geschichte und den Folgen des NS-Regimes und der zukunftsorientierten, historisch-politischen Bildungsarbeit am Standort des ehemaligen Braunen Hauses, der NSDAP-Parteizentrale. Ein Schwerpunkt der Dokumentationsarbeit liegt auf der Rolle Münchens als „Hauptstadt der Bewegung“ beim Aufstieg der NSDAP und der Durchsetzung des Nationalsozialismus. Das Bildungsprogramm ist auf Schulklassen aller Altersstufen ausgerichtet.
Das Zentrum an der Brienner Straße im Kunstareal München wurde am 70. Jahrestag der Befreiung Münchens, am 30. April 2015, eröffnet. Am 6. Februar 2018 wurde der bis dahin namenlose Platz vor dem Zentrum nach dem Holocaust-Überlebenden Max Mannheimer benannt, der sich als einer der bekanntesten Zeitzeugen in Deutschland stark für den Bau des NS-Dokumentationszentrums in München eingesetzt hatte. Die neue Adresse des Zentrums ist Max-Mannheimer-Platz 1.

## Geschichte
Die Stadt München ist ein bedeutender Ort zur Geschichte des Nationalsozialismus in Deutschland. Hier wurde die Partei gegründet, mit dem Hitler-Ludendorff-Putsch versuchte sie 1923 erstmals an die Macht zu gelangen, und die Stadt war bis zum Ende des Weltkriegs und damit der NSDAP Sitz der Parteiführung und ihrer Verwaltung.

### Erste Überlegungen nach 1945

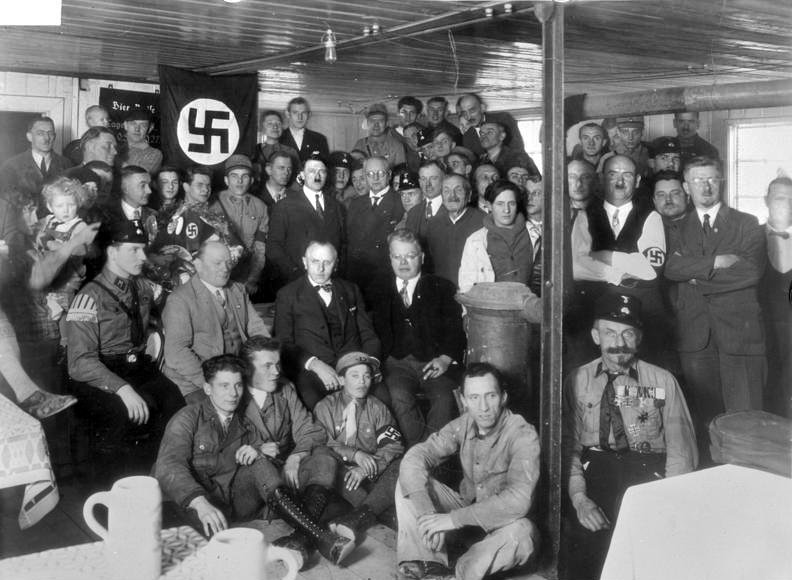
Hitler bei der Einweihung des „Braunen Hauses“ (1930)

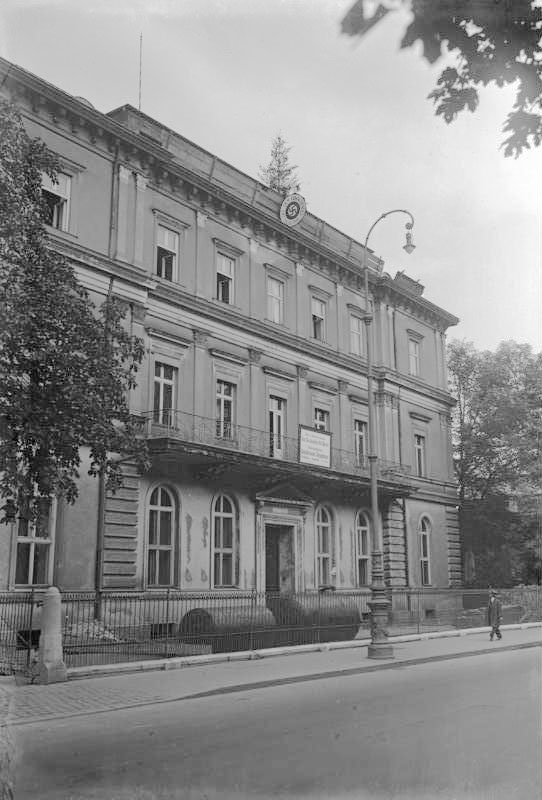
„Braunes Haus“ (1935)

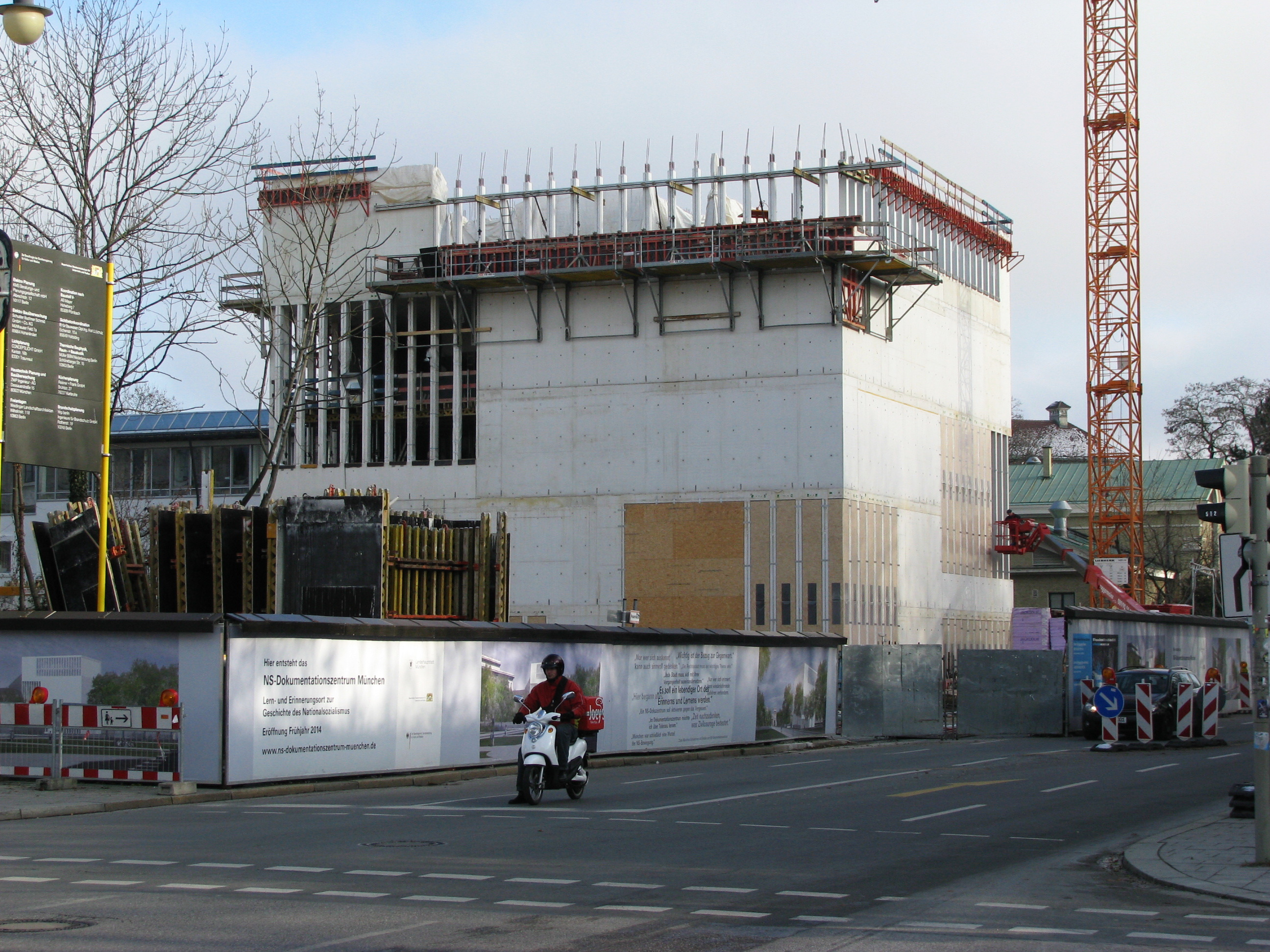
NS-Dokumentationszentrum, Baustelle im Dezember 2012

Nach dem Zweiten Weltkrieg mussten aufgrund der Kontrollratsdirektive Nr. 30 „deutsche Denkmäler und Museen militärischen und nationalsozialistischen Charakters“ beseitigt werden. Die amerikanische Militärregierung veranlasste, alle nationalsozialistischen Symbole wie Reichsadler oder Hakenkreuze zu entfernen. NS-Gebäude wie der Führerbau, die nicht zerstört worden waren, wurden umgenutzt, die beiden Ehrentempel als Orte von NS-Feiern am Königsplatz 1947 gesprengt.
Mit der Entnazifizierung und Reeducation in der amerikanischen Besatzungszone wurde überlegt, ob man nicht in München für eine differenzierte Auseinandersetzung mit dem Nationalsozialismus eine Bildungsstätte aufbauen sollte. Mit der veränderten Interessenlage im Kalten Krieg ging die US-amerikanische Kulturpolitik jedoch von einer Konfrontation der Bevölkerung mit den NS-Verbrechen zu einer aktiven Bündnispolitik über. 1948 wurde in München das Amerikahaus eröffnet.

### Neuer Anlauf 1989
Seit 1988 engagierte sich ein Initiativkreis aus aktiven Bürgern für die Einrichtung eines Ortes des kritischen Umgangs mit der NS-Geschichte in München, der spätere Gründungsdirektor Winfried Nerdinger war daran maßgeblich beteiligt. Im Jahr 1989 gab der Münchner Stadtrat die Anregung, ein „Haus der Zeitgeschichte“ zu errichten. Als Ort hatte man bereits das Grundstück des „Braunen Hauses“ in der Brienner Straße im Blick, wo während der Zeit des Nationalsozialismus die Reichsleitung der NSDAP ihren Sitz hatte – gleich beim Königsplatz in zentraler Innenstadtlage. Das Vorhaben wurde jedoch zunächst nicht realisiert.

### Neue Wege in den 1990er Jahren
Kurze Zeit später machte sich die Landeshauptstadt München Anfang der neunziger Jahre daran, mit Ausstellungen und Veranstaltungen stärker als bisher an die Zeit des Nationalsozialismus zu erinnern. Hierzu förderte sie vor allem bürgerschaftliche Initiativen und Erinnerungskultur vor Ort.

### Der Grundsatzbeschluss 2001
Die Landeshauptstadt München entschied dann 2001 in einem Grundsatzbeschluss, ein NS-Dokumentationszentrum aufzubauen. Sechs Monate später schloss sich der Freistaat Bayern dieser Idee an. Es folgten vier Symposien mit Bürgerbeteiligung.
2003 beschloss der Stadtrat umfangreiche Mittel für das Projekt. Gleichzeitig wurden anderweitig wichtige Akzente gesetzt: Im selben Jahr wurde eine eigene Abteilung für stadtgeschichtliche Aspekte im Münchner Stadtmuseum eingerichtet – nicht als Konkurrenz oder Alternative zum NS-Dokumentationszentrum, sondern als ergänzender Teil einer umfangreicheren Erinnerungslandschaft. Im Juni 2008 konnte die Dauerausstellung „Nationalsozialismus in München – Chiffren der Erinnerung“ über Aufstieg und Herrschaft des Nationalsozialismus im Münchner Stadtmuseum eröffnet werden.
Im Jahre 2005 begann ein wissenschaftliches Team des Kulturreferats der Stadt München mit drei Fachgremien (politischer und wissenschaftlicher Beirat, Kuratorium), den Aufbau und die Einrichtung des NS-Dokumentationszentrums intensiv vorzubereiten. Ende desselben Jahres konnte die Standortfrage geklärt werden, als der Freistaat Bayern das Grundstück des „Braunen Hauses“ kostenlos zur Verfügung stellte. Im April 2008 wurde der Architekturwettbewerb für das NS-Dokumentationszentrum durch den Stadtrat ausgelobt.
Im Juni 2009 wurde schließlich die bereits vereinbarte Zusammenarbeit für den Bau des Dokumentationszentrums zwischen dem Bund, dem Freistaat Bayern und der Landeshauptstadt München in einem feierlichen Akt durch einen Vertrag besiegelt. Die drei Vertragspartner verpflichteten sich hierbei, die Baukosten von 28,2 Millionen Euro zu gleichen Teilen zu tragen. Sollten Mehrkosten entstehen, müssten diese von der Stadt übernommen werden. Anschließend werde die Stadt für den Unterhalt und den Betrieb des Dokumentationszentrums aufkommen.
2011 begannen die Bauarbeiten zum NS-Dokumentationszentrum, die Grundsteinlegung erfolgte am 9. März 2012.

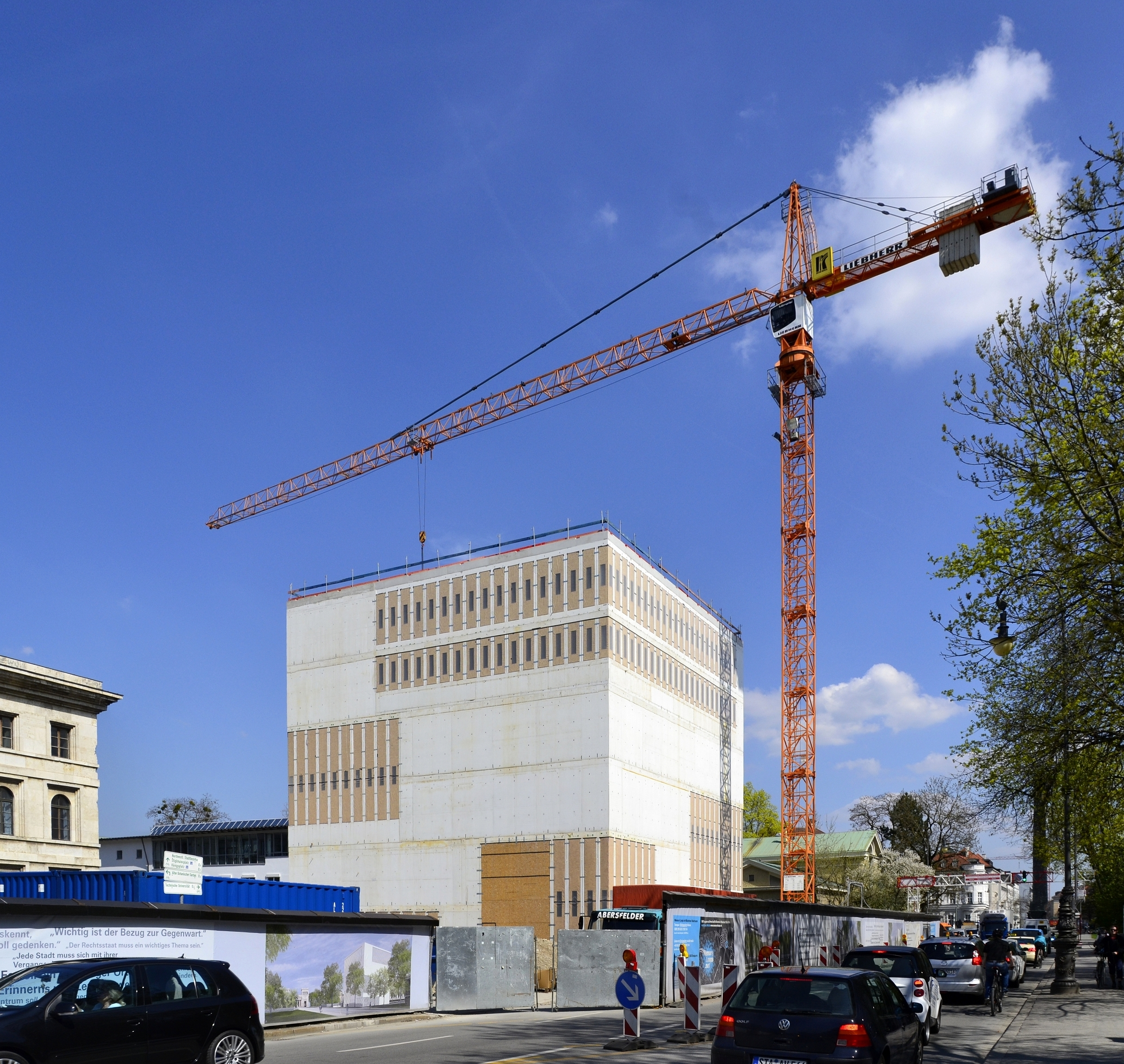
Das NS-Dokumentationszentrum im Bau, April 2013

### Schwierige Namensfindung
Umstritten war die Frage, wie der endgültige Name des neuen Dokumentationszentrums sein sollte. Hierbei waren sich die unterschiedlichen Gremien und Parteien uneins:
In der entscheidenden Stadtratssitzung im März 2011 kritisierten das städtische Kulturreferat und die SPD das Kürzel „NS“, weil dies für „nationalsozialistisch“ stehe und damit ein Begriff der „Tätersprache“ der Nazis sei. Darüber hinaus wäre „NS“ im Ausland nicht verständlich und gebräuchlich. Nicht zuletzt wollte Kulturreferent Hans-Georg Küppers (SPD) nicht, dass man im Ausland das Dokumentationszentrum als „nationalsozialistisches Zentrum“ missverstehe.
Eine ähnliche Haltung zeigten im Vorfeld auch die damalige Gründungsdirektorin des Dokumentationszentrums, Irmtrud Wojak, und deren wissenschaftliches Team. Oberbürgermeister Christian Ude teilte diese Einschätzung und unterstrich das Votum des Kuratoriums des Dokumentationszentrums, das mit nur einer Gegenstimme einen Namen favorisierte, der ohne den Zusatz „NS“ ausgekommen wäre. Die Präsidentin der Israelitischen Kultusgemeinde (IKG), Charlotte Knobloch, hielt die Bezeichnung „NS“ in diesem Zusammenhang für „absolut ungeeignet“, da er der Tätersprache entstamme.
Dieser Position widersprachen alle anderen Parteien im Stadtrat. So argumentierten die Grünen, dass sich das Kürzel „NS“ schon lange in der Alltagssprache etabliert habe und sogar die zuständige Abteilung des Kulturreferats „NS-Dokumentationszentrum“ heiße. Darüber hinaus hätten der politische Beirat und der Initiativkreis einstimmig für den Namen „NS-Dokumentationszentrum“ votiert und der wissenschaftliche Beirat hätte sich, zumindest noch mehrheitlich, für diese Variante entschieden. Obendrein könne er sich nicht vorstellen, dass jemand im Ausland annehme, München würde hiermit ein Zentrum zur Verherrlichung der NS-Zeit bauen: „Selbst der blödeste Neonazi kapiert doch, dass es hier um die Analyse des Terrors geht“, so Siegfried Benker von den Grünen.
Marian Offman, einer der beiden Vizepräsidenten der IKG und CSU-Stadtratsmitglied, betonte, dass es auch innerhalb der Kultusgemeinde verschiedene Auffassungen hierzu gebe. Entscheidend sei für ihn, dass bereits im Kurztitel deutlich werde, worum es geht: „Es darf auch nicht der Eindruck entstehen, dass wir schamhaft etwas verschweigen.“
In der anschließenden Entscheidung überstimmten schließlich CSU, Grüne, FDP, Linke und Bayernpartei die SPD und Christian Ude. Seither heißt das Zentrum: „NS-Dokumentationszentrum München – Lern- und Erinnerungsort zur Geschichte des Nationalsozialismus“.
Zu erheblichen Verstimmungen führte eine öffentliche Stellungnahme von Irmtrud Wojak, in der sie Stunden später ungewöhnlich heftige Kritik an der Stadtratsentscheidung übte: Die Argumente des Teams hätten kein Gehör gefunden und die Stadtratsdiskussion sei ein Paradebeispiel dafür, „dass das Wort der Zeitzeugen kein Gehör mehr findet, wenn parteipolitische Überlegungen im Spiel sind“. Das „Ausspielen der Zeitzeugen“ habe „etwas zutiefst Beschämendes an sich“ und lasse „das Schlimmste fürchten für die zukünftige Auseinandersetzung mit dem Nationalsozialismus“.

## Konzeption und Pädagogik

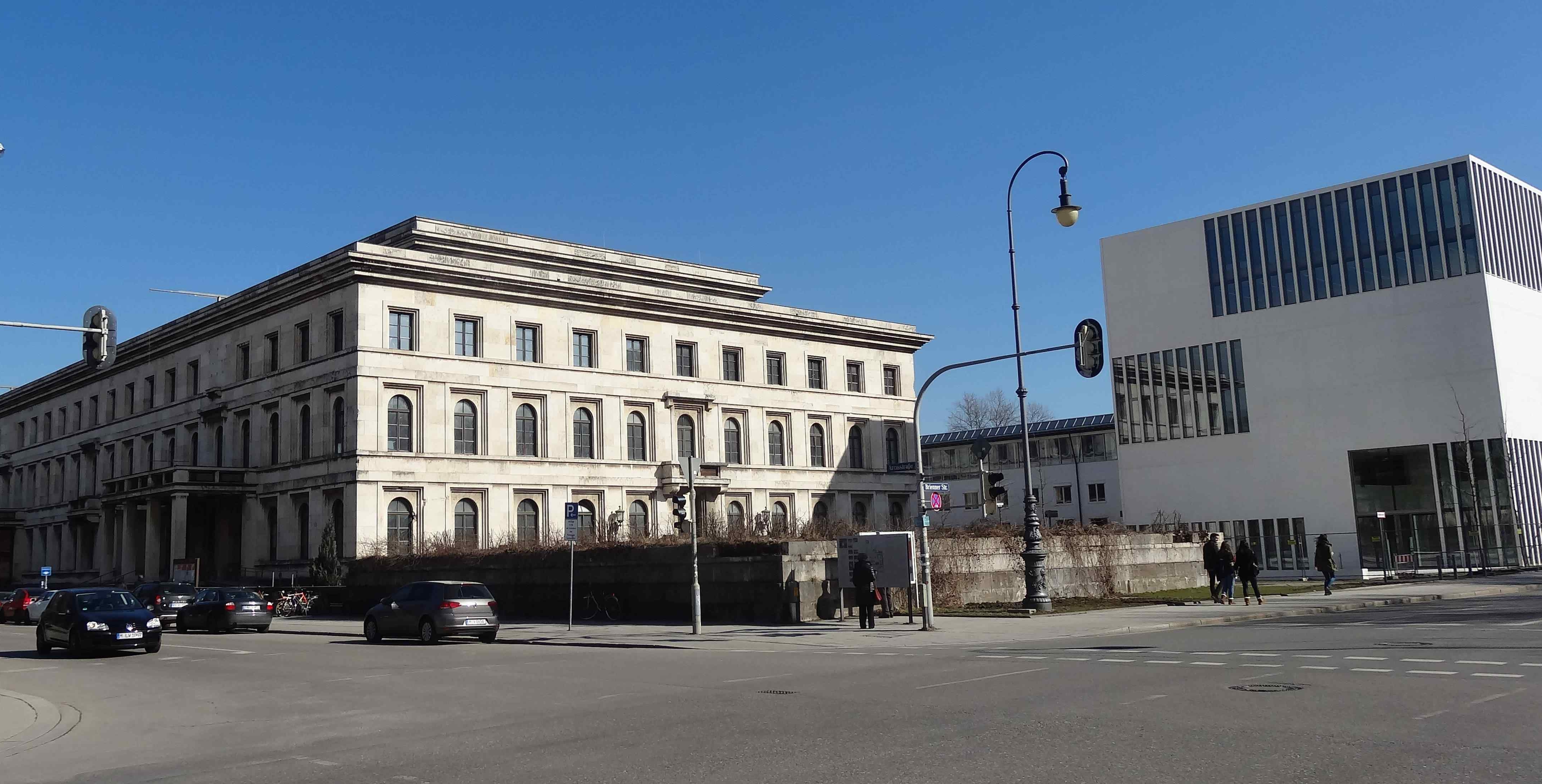
Das NS-Dokumentationszentrum neben dem Sockel des nördlichen sogenannten „Ehrentempels“ und dem ehemaligen „Führerbau“ – heute Hochschule für Musik und Theater München

Das NS-Dokumentationszentrum ist als zentraler Erinnerungs- und Lernort geplant, in dessen Konzept und Arbeit die Topografie rund um den Königsplatz – das ehemalige NSDAP-Parteiviertel mit Braunem Haus, Führerbau und Ehrentempeln in München – eine wichtige Rolle spielt. Zugleich soll es ein Bestandteil eines bundesweiten Netzwerks werden, das sich einerseits mit der Geschichte und den Folgen des NS-Regimes auseinandersetzt und andererseits eine zukunftsorientierte, historisch-politische Bildungsarbeit an einem historisch-authentischen Ort realisiert.
Ein bedeutender Aspekt ist auch die Rolle Münchens als „Hauptstadt der Bewegung“ beim Aufstieg der NSDAP und der Durchsetzung des NS-Regimes. Hierbei wird auf Erinnerungsarbeit in Form von offenen Debatten und kritischer Auseinandersetzung mit der Geschichte des Nationalsozialismus gesetzt – mit dem Ziel, eine gegenwarts- und zukunftsorientierte Bürgergesellschaft zu fördern, die sich um Menschenrechte bemüht.
Dieser Lernort soll nachfolgenden Generationen vermitteln, dass Toleranz und Demokratie immer wieder gesichert werden müssen, dass sie gestaltet und mit Leben erfüllt werden müssen, um auch in Zukunft Bestand haben zu können.

### Auseinandersetzung um die Konzeption
Infolge eines Streits um das genaue Konzept des NS-Dokumentationszentrums entließ der Münchener Kulturreferent Hans-Georg Küppers (SPD) Ende Oktober 2011 die bisherige Gründungsdirektorin Irmtrud Wojak. Dieser Schritt war zuvor mit dem Wissenschaftlichen Beirat des NS-Dokumentationszentrums besprochen worden, der dies einstimmig unterstützte, nachdem Wojaks Grobkonzept für das Dokumentationszentrum in dessen Gremien durchweg auf Ablehnung gestoßen war.
Küppers bildete daraufhin ein vierköpfiges Historiker-Gremium aus Mitgliedern des wissenschaftlichen Beirats, das bis Anfang 2012 eine neue Konzeption entwarf, die einhellig von allen Gremien und dem Münchner Stadtrat begrüßt und unterstützt wurde. Dem Gremium gehörten an: Hans Günter Hockerts, der bis 2009 an der Ludwig-Maximilians-Universität München den Lehrstuhl für Zeitgeschichte innehatte, Marita Krauss, Professorin für Bayerische und Schwäbische Landesgeschichte an der Universität Augsburg, Peter Longerich, Professor am Royal Holloway and Bedford New College der Universität London, wo er Direktor des Research Centre for the Holocaust and Twentieth-Century History ist, sowie der Direktor des Architekturmuseums der Technischen Universität München, Architekturhistoriker und langjährige Präsident der Bayerischen Akademie der Schönen Künste Winfried Nerdinger.
Die personelle Interimslösung für die Leitung des NS-Dokumentationszentrums wurde die Abteilungsleiterin im Kulturreferat, Angelika Baumann. Zwar übernahm sie damit keine repräsentative Funktion, fungierte dafür aber als Ansprechpartnerin für das Team des NS-Dokumentationszentrums und wurde zum Bindeglied zwischen dem Historiker-Gremium und den übrigen Mitarbeitern des Kulturreferats, bis das Konzept für das Dokumentationszentrum Anfang 2012 stand. Die Pressestelle des Kulturreferats übernahm die Bearbeitung aller öffentlichen Anfragen zum NS-Dokumentationszentrum.

### Neues Konzept und neuer Gründungsdirektor

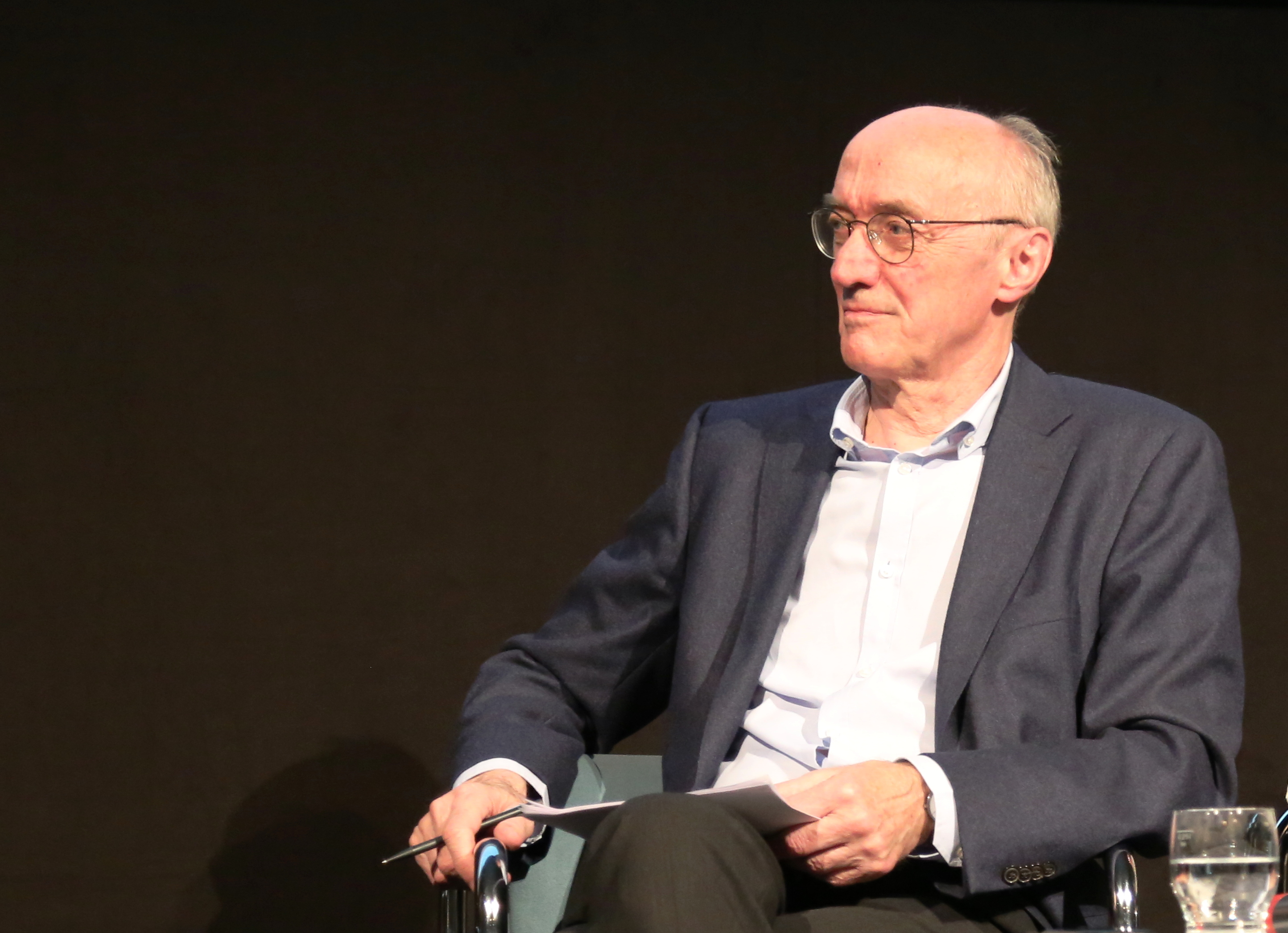
Winfried Nerdinger, 2017

Das Konzept der vier vom Kulturreferat beauftragten Professoren wurde 2012 einstimmig im Kulturausschuss des Münchner Stadtrats gebilligt und ist öffentlich zugänglich. Im März 2012 informierte Kulturreferent Hans-Georg Küppers den Kulturausschuss der Stadt München, dass er Winfried Nerdinger als Gründungsdirektor für das NS-Dokumentationszentrum München dem Stadtrat vorschlagen möchte. Die zustimmende Entscheidung des Stadtrats fiel im Juli 2012. Bis zu seiner Emeritierung Ende September 2012 war Nerdinger als „primus inter pares“ weiterhin im wissenschaftlichen Viererteam aktiv, das gemeinsam das beschlossene Konzept erarbeitet hatte. Er leitete das NS-Dokumentationszentrum ab Oktober 2012 als Gründungsdirektor.
Im Frühjahr 2013 entließ Nerdinger überraschend das Gestaltungsbüro aus dem Vertrag über die Ausstellungsentwicklung. Deshalb musste der Eröffnungstermin von November 2014 auf Frühjahr 2015 verschoben werden. Das Konzept wurde schließlich von Kochbüro aus Nürnberg erarbeitet.
Die Eröffnung des Dokumentationszentrums erfolgte am 30. April 2015. Vom 1. Mai 2015 bis Ende Juli konnte es bei freiem Eintritt besucht werden.
Am 2. Mai 2018 übernahm die Historikerin Mirjam Zadoff die Leitung des Dokuzentrums. Winfried Nerdinger ging in den Ruhestand.

### Konzept
Das Dokumentationszentrum richtet sich an die gesamte Münchner Bevölkerung ab dem Schulalter, an Besucher aus der Region sowie überregionale und internationale Besucher. Bauwerk und Ausstellung sind auf 250.000 bis 300.000 Besucher im Jahr ausgelegt, unter denen Schulklassen einen großen Anteil haben werden.
Ein spezieller Bezug wird zwischen dem Standort des Museums am Ort der ehemaligen Parteizentrale und dem Umfeld der erhaltenen und zerstörten Repräsentations- und Funktionsbauten der NS-Diktatur hergestellt. Die Ausstellung wird durch die beiden zentralen Fragen „Warum München?“ und „Was hat das heute mit mir zu tun?“ geprägt.
Die Dauerausstellung wird in 34 Hauptpunkte gegliedert und ist auf eine Besuchszeit von rund 90 Minuten für den erstmaligen Besucher ausgelegt. Zu jeweils einem großformatig präsentierten Aspekt werden mehrere Vertiefungsmöglichkeiten angeboten. Die Themen reichen von den historischen Ereignissen über die Entstehung der Erinnerungskultur der Nachkriegszeit bis zur Kontinuität von rassistischen und anderen Elementen der nationalsozialistischen Terrorherrschaft in die heutige Zeit. Dabei werden örtliche und biografische Bezüge zu den Besuchern in den Vordergrund gestellt.
Im 1. Untergeschoss befindet sich das Lernforum. Dort können die Besucher die Ausstellung selbständig vertiefen. Dazu stehen eine Handbibliothek mit fast 3000 Büchern, vier Medientische und 24 Recherchestationen bereit. An den Recherchestationen können sehr unterschiedliche Themen bearbeitet werden: Von der Erforschung des Münchener Stadtraums, in dem die Wohnorte von über 15.000 Opfern und Verfolgten eingetragen sind, über ein komplex verknüpftes Lexikon mit über 1000 Artikeln bis zu abstrakten Themen wie dem Aufstieg Hitlers im Netzwerk der NSDAP. Die interaktiven Exponate des Lernforums wurden in einem Forschungsprojekt mit der Technischen Universität München entwickelt.
Die Ausstellung wird bereits seit 2011 durch ein Veranstaltungs- und Bildungsprogramm in Zusammenarbeit mit der Münchner Volkshochschule ergänzt. Besonderen Wert legt das Dokumentationszentrum bei einer weiteren Veranstaltungsreihe seit 2012 auf eine Beteiligung von Jugendlichen.

### Galerie der Ausstellung

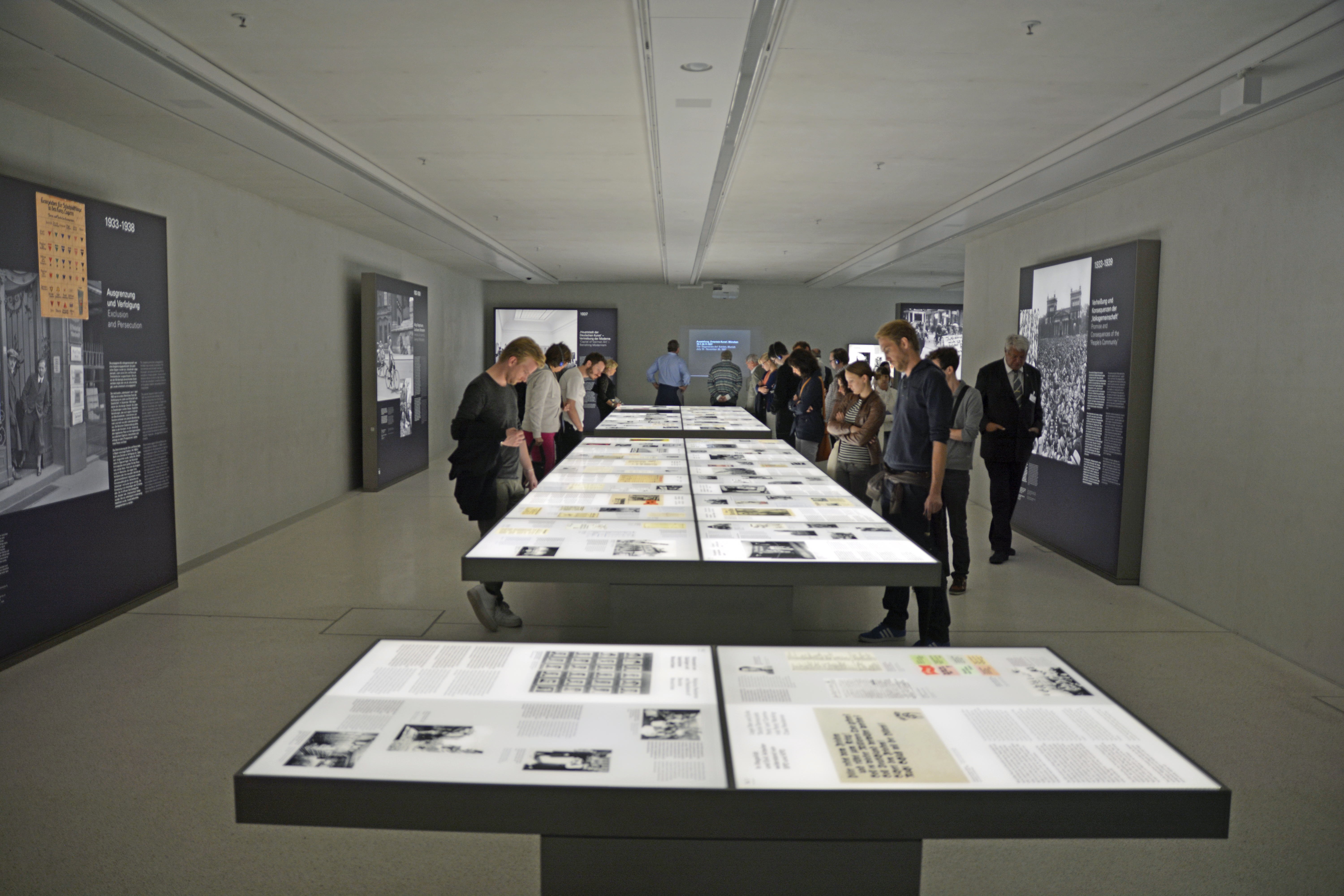
Ausstellungsräume
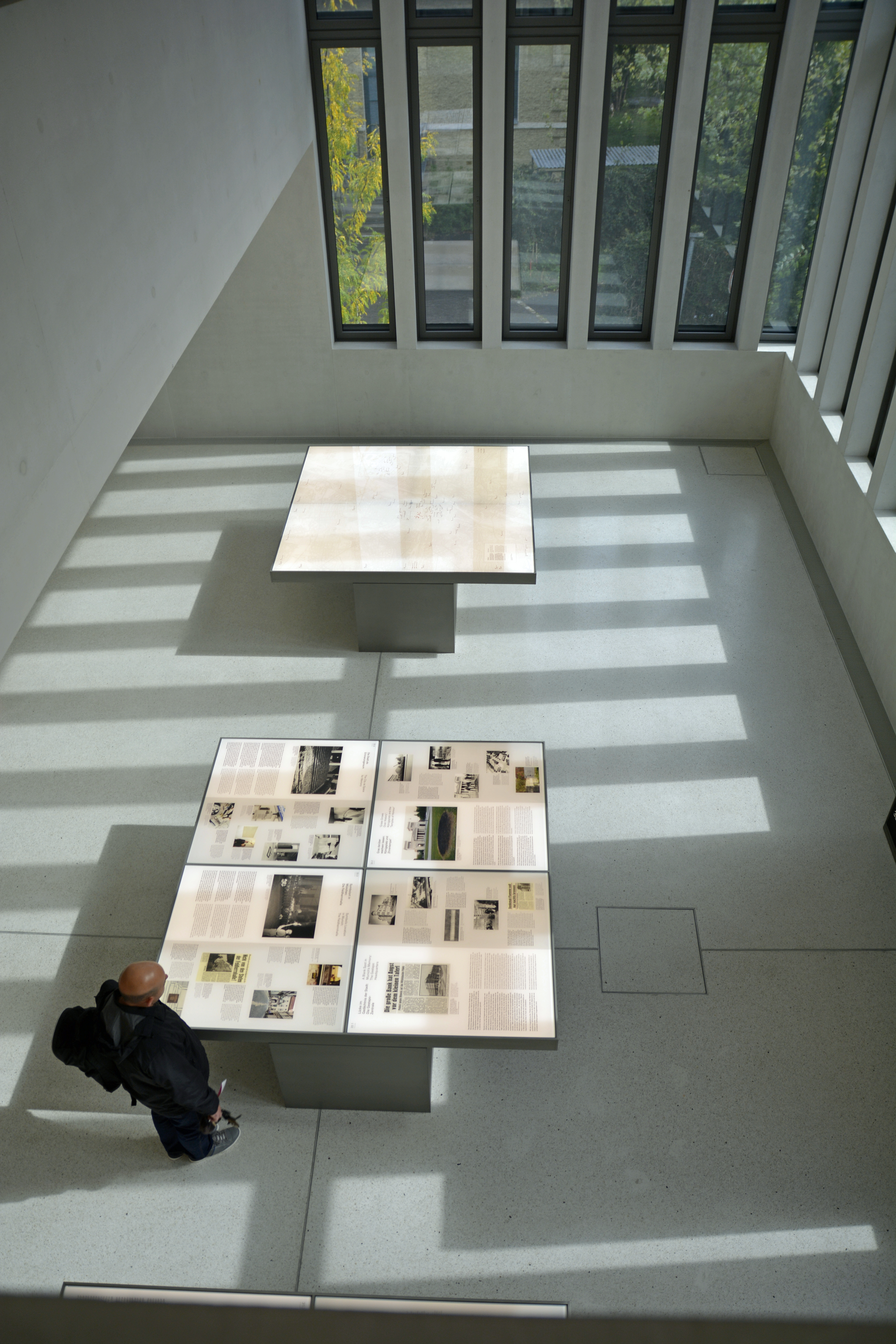
Ausstellungsräume
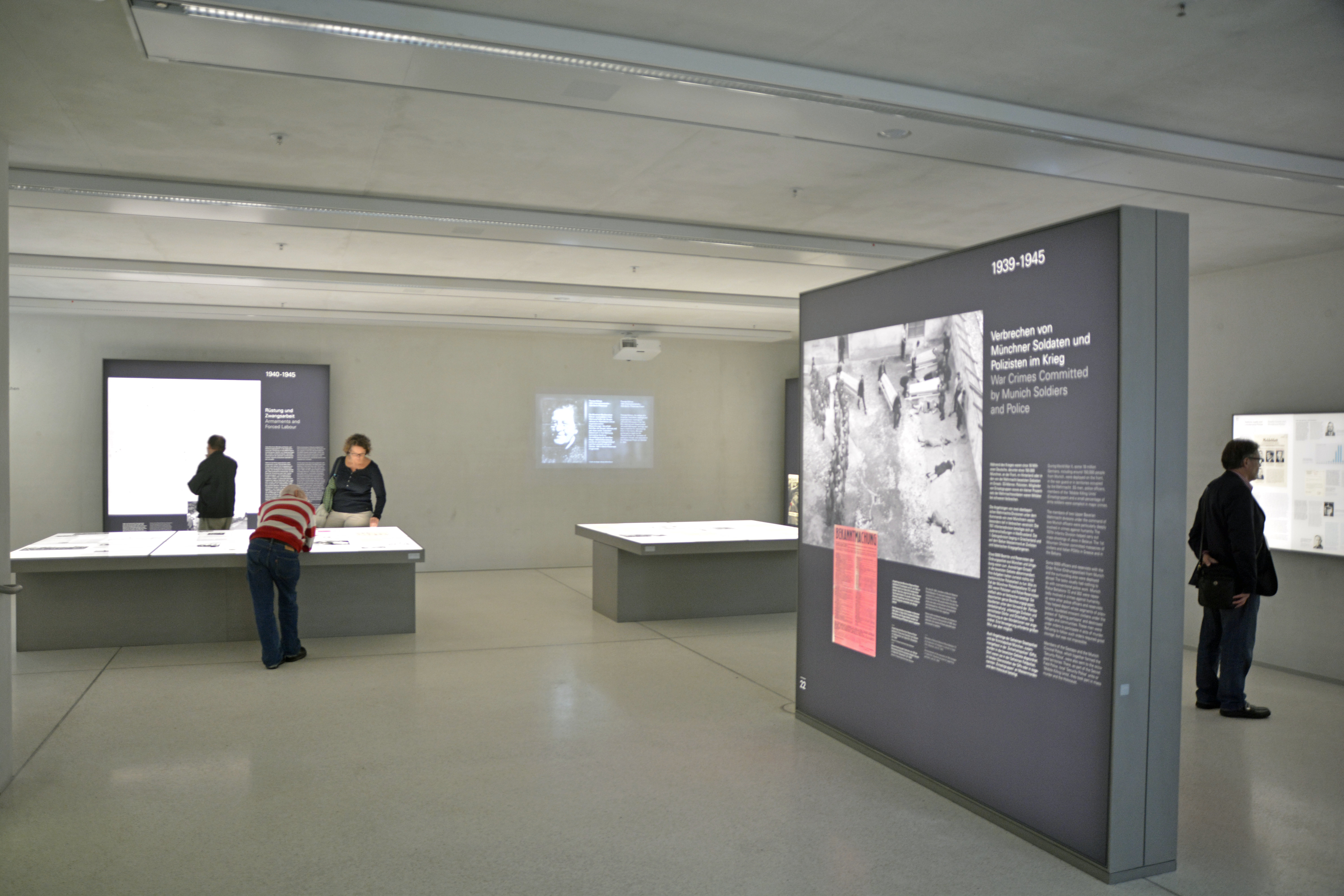
Ausstellungsräume
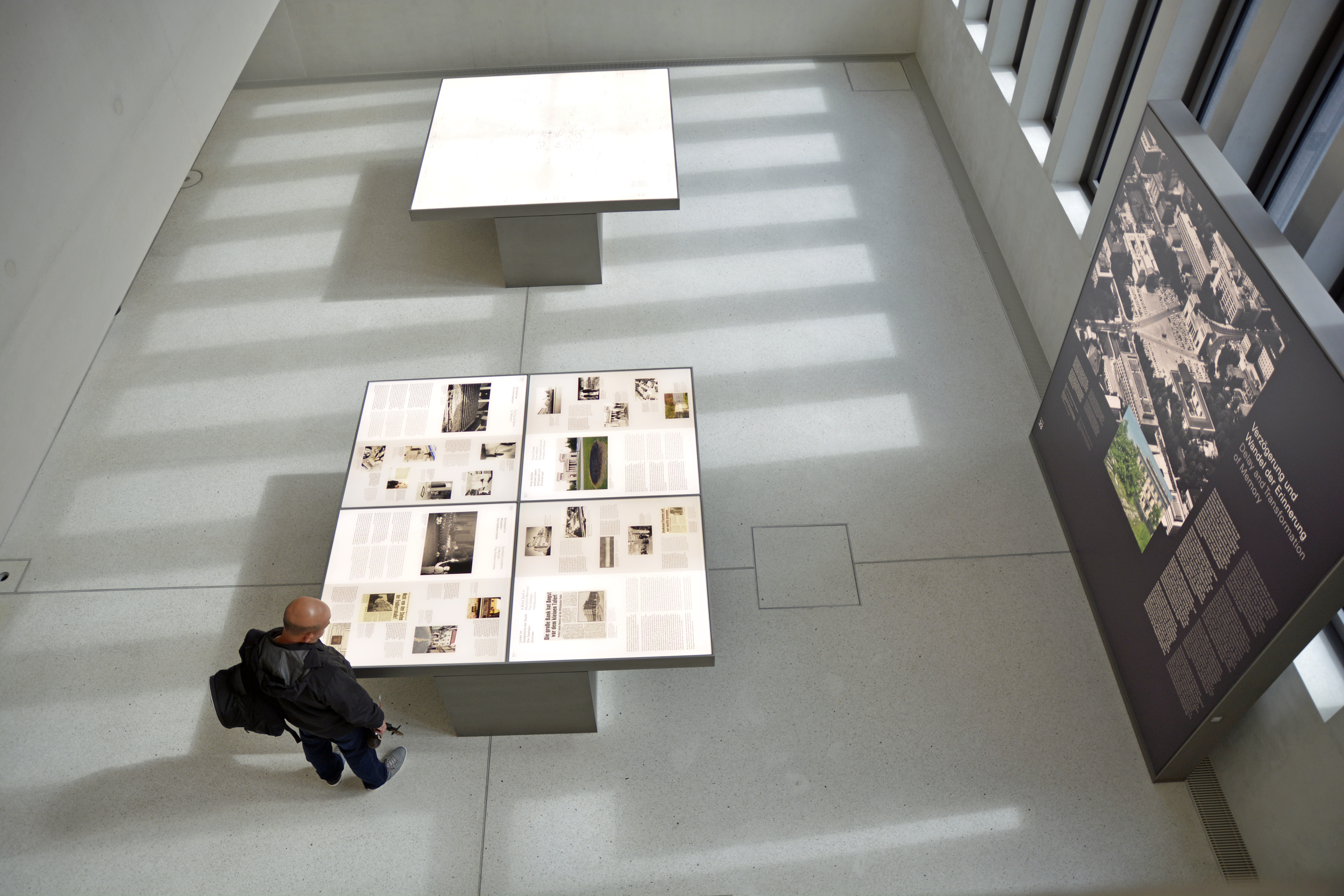
Ausstellungsräume

## Bauwerk
Aus dem Architekturwettbewerb gingen 2009 bei 48 zu berücksichtigenden Beiträgen ein 1. Preis, zwei weitere Preise, zwei weitere Ankäufe und ein mit einem Sonderpreis ausgezeichneter Entwurf hervor. Der Siegerentwurf stammt von dem Berliner Architekturbüro Georg Scheel Wetzel, er wurde nach dem Wettbewerb entsprechend den Vorgaben der Jury noch geringfügig überarbeitet.
Das Gebäude besteht aus einem oberirdischen Würfel mit einer Kantenlänge von 22,5 m mit sechs Geschossen sowie zwei doppelt so großen Untergeschossen. Außen wie innen wird das Gebäude durch einen speziellen weißen Sichtbeton geprägt. Die Fassaden werden durch in der Regel über zwei Stockwerke reichende Felder aus Lamellenschlitzen gegliedert, durch die Sichtbeziehungen zwischen dem Gebäude und seiner historischen Umgebung hergestellt werden. Decken, Fußböden und, soweit vorhanden, Wandverkleidungen wurden dem weißen Sichtbeton angepasst.
Das Erdgeschoss wird als Foyer genutzt, in vier Obergeschossen ist die Ausstellung untergebracht. Darüber belegen Büros und Tagungsräume das oberste Stockwerk. Die allgemein zugängliche Ausstellung beginnt im 4. Obergeschoss, das vom Foyer durch einen Aufzug erreicht wird. Die Besucher gehen von dort über Treppen abwärts an der Ausstellung entlang. Im 1. Obergeschoss steht Raum für Wechselausstellungen zur Verfügung. Hinter den zweigeschossigen Lamelleneinschnitten in der Fassade sind Deckenausschnitte angeordnet. Durch sie entstehen Lufträume, die die Geschosse verbinden und für einen großzügigen Eindruck trotz der relativ niedrigen Deckenhöhe von 3,50 m sorgen. Aufzüge, die breite Treppenanlage für Besucher, das zweite Treppenhaus für Mitarbeiter und Notfälle sowie kleine Funktionsräume sind in einem Kern zusammengefasst. Darum liegen die Ausstellungsflächen.
Die beiden Untergeschosse haben die doppelte Grundfläche gegenüber dem Würfel und erstrecken sich unter den quadratischen Vorplatz. Über die volle Höhe des Untergeschosses reicht der Veranstaltungssaal mit Platz für 200 Besucher. Er ist mit Bühne und Veranstaltungstechnik ausgestattet und ist auch unabhängig von den Ausstellungsräumen zu benutzen. Im 1. Untergeschoss sind Veranstaltungsräume, Vertiefungsräume mit computergestützter Vermittlung weiterführender Informationen und eine Handbibliothek untergebracht. Funktionsräume wie Lager, Werkstätten und die Haustechnik befinden sich ebenfalls in den Untergeschossen.

## Kunstwettbewerb

Zentrale Videowand des Kunst-am-Bau-Werks am NS-Dokumentationszentrum München

Monitore an der Hauswand zur Briennerstraße am NS-Dokumentationszentrum München

Monitore am Vorplatz des NS-Dokumentationszentrum München

Monitor am Sockel des Ehrendenkmals am NS-Dokumentationszentrum München

Aus dem Wettbewerb über Kunst am Bau gingen 2012 bei zehn zu berücksichtigenden Beiträgen ein 1. Preis und eine lobende Erwähnung hervor. Der Siegerentwurf stammt von den Brüdern Benjamin Heisenberg und Emanuel Heisenberg, sowie von Elisophie Eulenburg, er wurde nach dem Wettbewerb geringfügig überarbeitet und im April 2015 fertiggestellt. Eine lobende Erwähnung erhielten Peter Götz und Elisabeth Lukas-Götz für ihren Wettbewerbsbeitrag.
Im Zentrum der Arbeit stehen filmische Text-Bild-Kollagen zu Schlüsseldokumenten aus der NS-Zeit. Die Filme werden auf einer Installation von Monitoren im Außenraum rund um das NS-Dokumentationszentrum gezeigt. Die Textpassagen sind Originaldokumente von Tätern und Opfern. Sie geben Sichtweisen von bekannten und unbekannten Akteuren der NS-Zeit wieder und stehen teilweise in Bezug zum Ausstellungsort, dem ehemaligen „Braunen Haus“ in München, auf dessen Adresse sich der Name der Ausstellung „Brienner 45“ bezieht.
Die Kurzfilme des Kunstwerks basieren auf Texten wie dem Jäger-Bericht oder dem Abschiedsbrief des 14-jährigen Jungen Chaijm, der im Zaun eines Konzentrationslagers gefunden wurde. Sie zeichnen mögliche Umrisse der Zivilisationskatastrophe des Dritten Reiches. Die Dokumente sind in Filmen von 3–6 Minuten Länge verarbeitet worden. Jedem Wort wurde ein Bild zugeordnet, das die Bedeutung des Wortes illustriert. Im Schnitt wurden die Wort-Bild-Paare im Rhythmus langsam gesprochener Sprache aneinandergereiht, so dass der Text gelesen und die Bilder parallel wahrgenommen werden können. Die Monitore, auf denen die Kurzfilme zu sehen sind, sind einzeln und in Gruppen rund um das NS-Dokumentationszentrum gruppiert.
Der Kulturausschuss des Münchner Stadtrats folgte der Empfehlung und beschloss am 13. Dezember 2012 einstimmig, die mediale Installation der Brüder Heisenberg im Umgriff des NS-Dokumentationszentrums München zu realisieren.

## Außenstelle Neuaubing
Im November 2011 wurde beschlossen, das ehemalige Zwangsarbeiterlager Neuaubing dem NS-Dokumentationszentrum als Außenstelle zuzuordnen. Das Ausstellungskonzept wurde Anfang 2014 festgelegt. Demnach soll das Gelände speziell für Schulklassen als grünes Klassenzimmer aufbereitet werden und vorwiegend die Geschichte der Zwangsarbeiter aus der Ukraine erzählen, die zwischen 1943 und April 1945 für die Deutsche Reichsbahn im Ausbesserungswerk München-Neuaubing arbeiten mussten. Mit Originaldokumenten und sieben Informationsstationen im Freigelände sowie einer erhaltenen Baracke werden verschiedene Aspekte der Geschichte dargestellt.